# Bombax
Bombax (Bombax) je rod rostlin z čeledi slézovité. Jsou to opadavé stromy s dlanitě složenými listy a velkými pětičetnými květy s mnoha tyčinkami. Kmen a větve jsou často pokryté kuželovitými ostny. Plodem je tobolka se semeny obalenými hojnými vlákny. Květy se rozvíjejí v bezlistém stavu a jsou opylovány ptáky nebo netopýry. Rod zahrnuje 11 druhů a pochází z tropické Asie, Afriky a severní Austrálie.
Nejvýznamnějším druhem je Bombax ceiba. Je znám též pod českým jménem cejba, bývá však zaměňován s americkým rodem vlnovec (Ceiba). Je poměrně často pěstován v tropech jako okrasná dřevina a má i jiné využití. Z plodů i kůry se získávají vlákna, na listech se chovají housenky martináčů z jejichž kokonů se získává hedvábí, poupata se používají k ochucování jídel. Dřevo je měkké, lehké a snadno opracovatelné. Má význam též v místní medicíně.

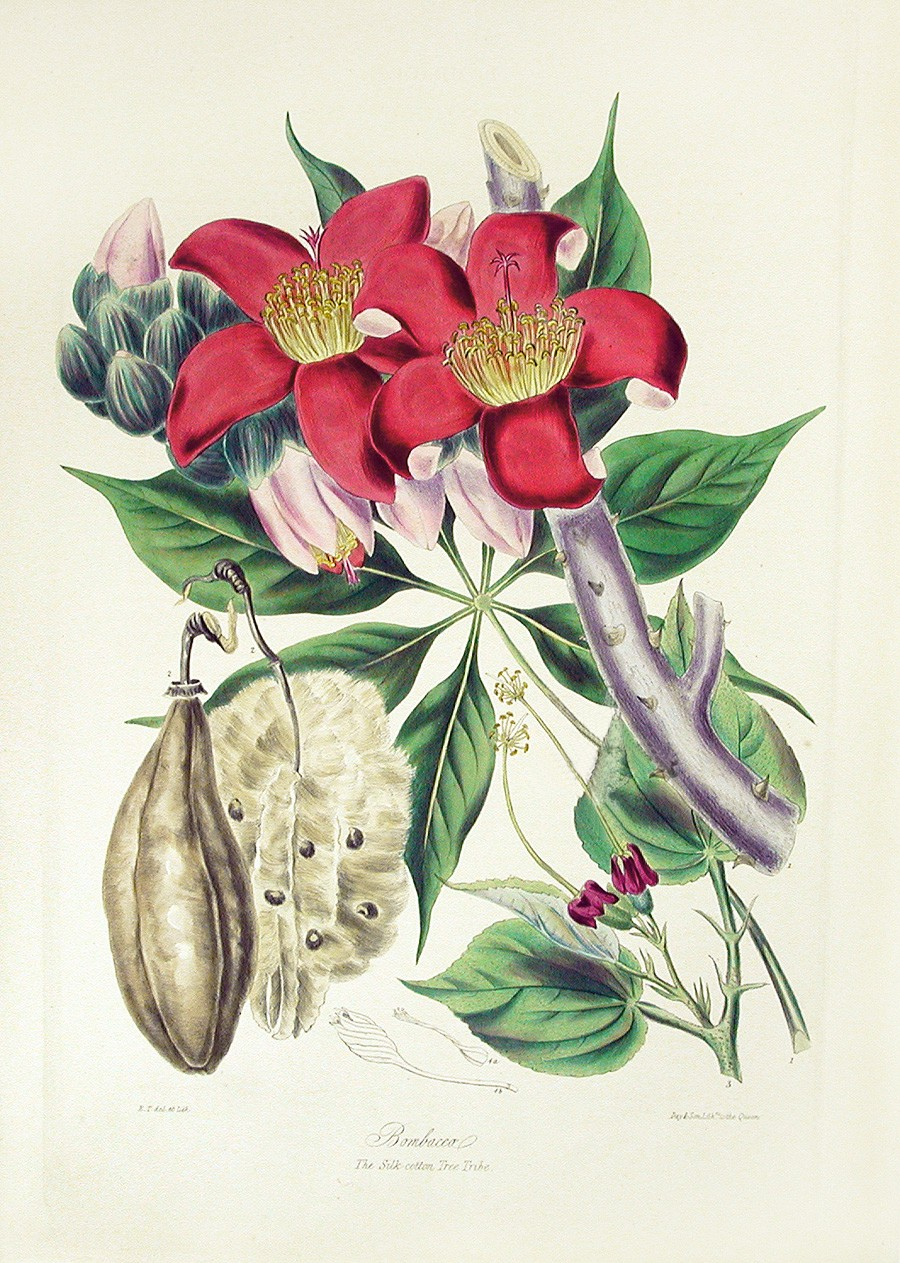
Ilustrace Bombax ceiba z 19. století

## Popis
Zástupci rodu bombax jsou opadavé stromy, dorůstající výšky až 35 metrů. Kmeny a větve jsou nezřídka pokryté tvrdými kuželovitými ostny a některé druhy mají u paty kmene výrazné opěrné pilíře. Větve bývají charakteristicky patrovitě uspořádané. Listy jsou dlanitě složené z 5 až 7 (3 až 9) celokrajných lístků. Jednotlivé lístky jsou přisedlé nebo stopečkaté a na rozdíl od podobného rodu Pseudobombax nasedají švem. Květy jsou velké, jednotlivé nebo v chudých úžlabních vrcholících. Kalich je miskovitý až trubkovitý, hluboce laločnatý nebo na vrcholu uťatý. Koruna je pětičetná, korunní lístky jsou obvejčité až podlouhlé, poněkud nesymetrické, na vnější straně jemně plstnaté. Tyčinek je mnoho (až přes 900) a jsou uspořádány ve dvou soustředných kruzích. Vnější kruh je rozčleněn do 5 svazečků spočívajících na bázi korunních lístků. Nitky tyčinek vnitřního kruhu jsou připojené ke čnělce, ale nesrůstají s ní. Semeník obsahuje 5 komůrek s mnoha vajíčky. Čnělka je zakončená laločnatou bliznou. Plodem je pouzdrosečná, víceméně dřevnatá tobolka pukající 5 chlopněmi a obsahující mnoho semen obklopených hojnými vlnatými chlupy vzniklými z endokarpu. Po puknutí plodu se objevuje vytrvalý, křídlatý střední sloupek.

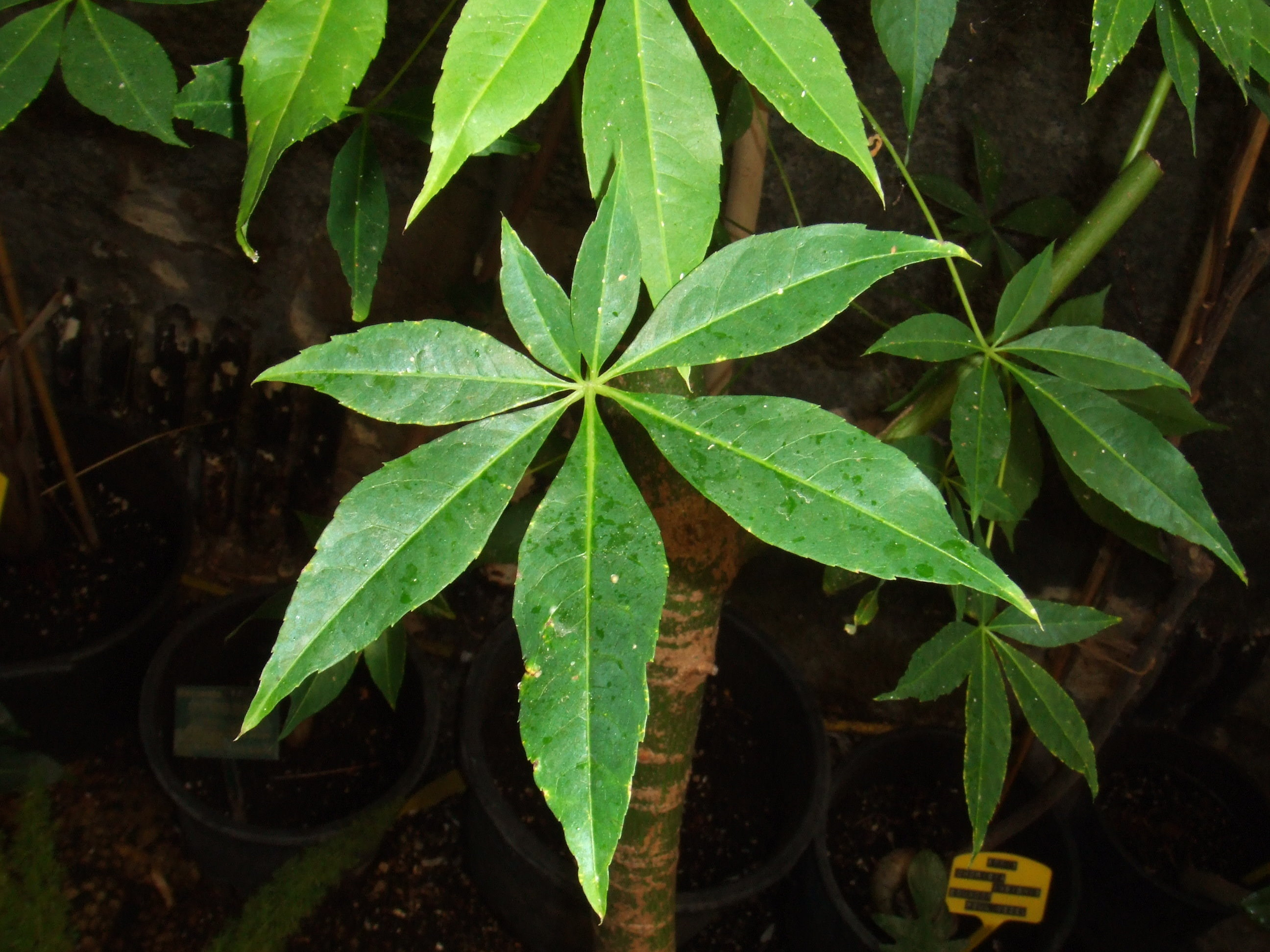
List Bombax ceiba
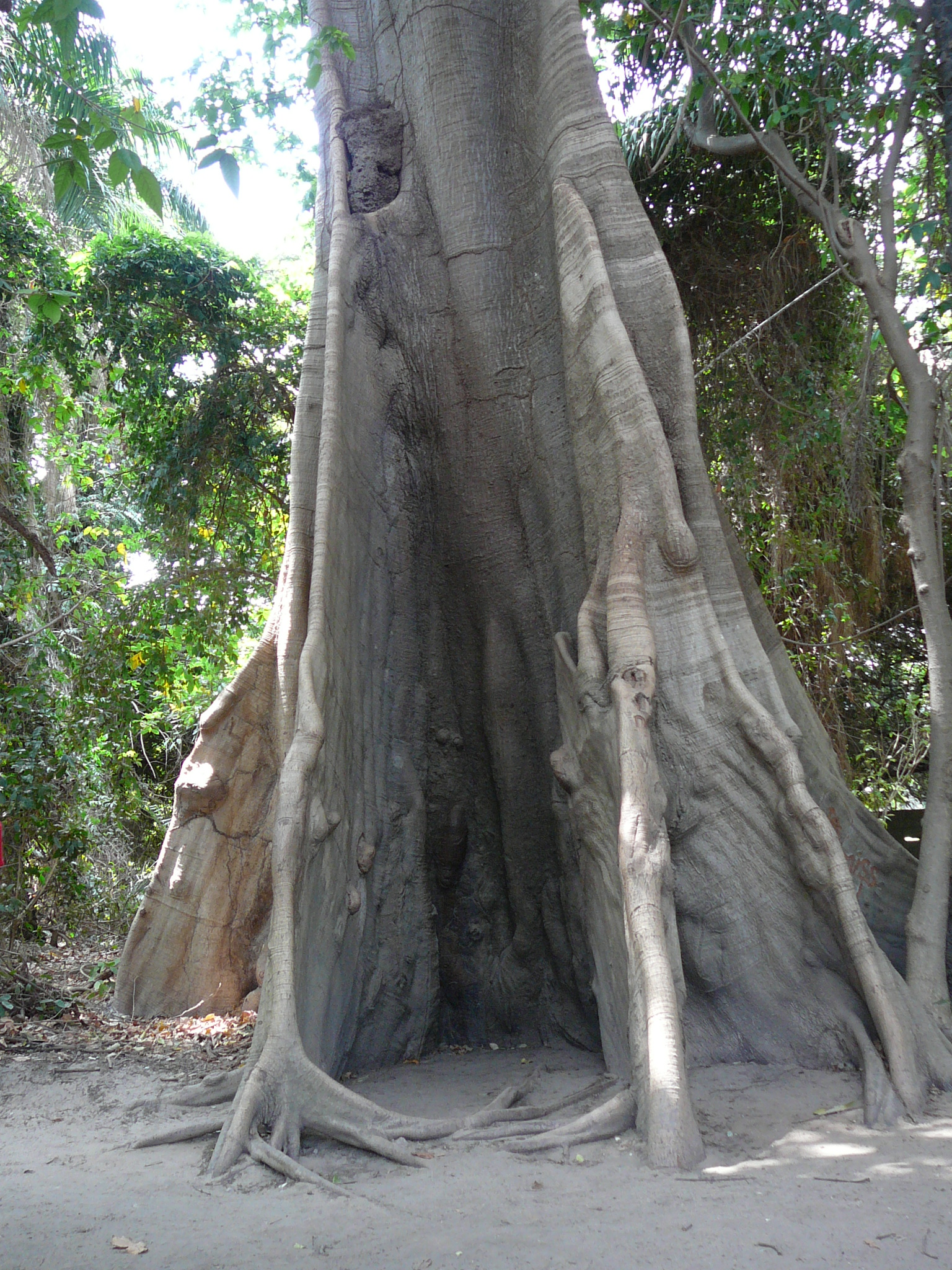
Kmen B: costatum s opěrnými pilíři
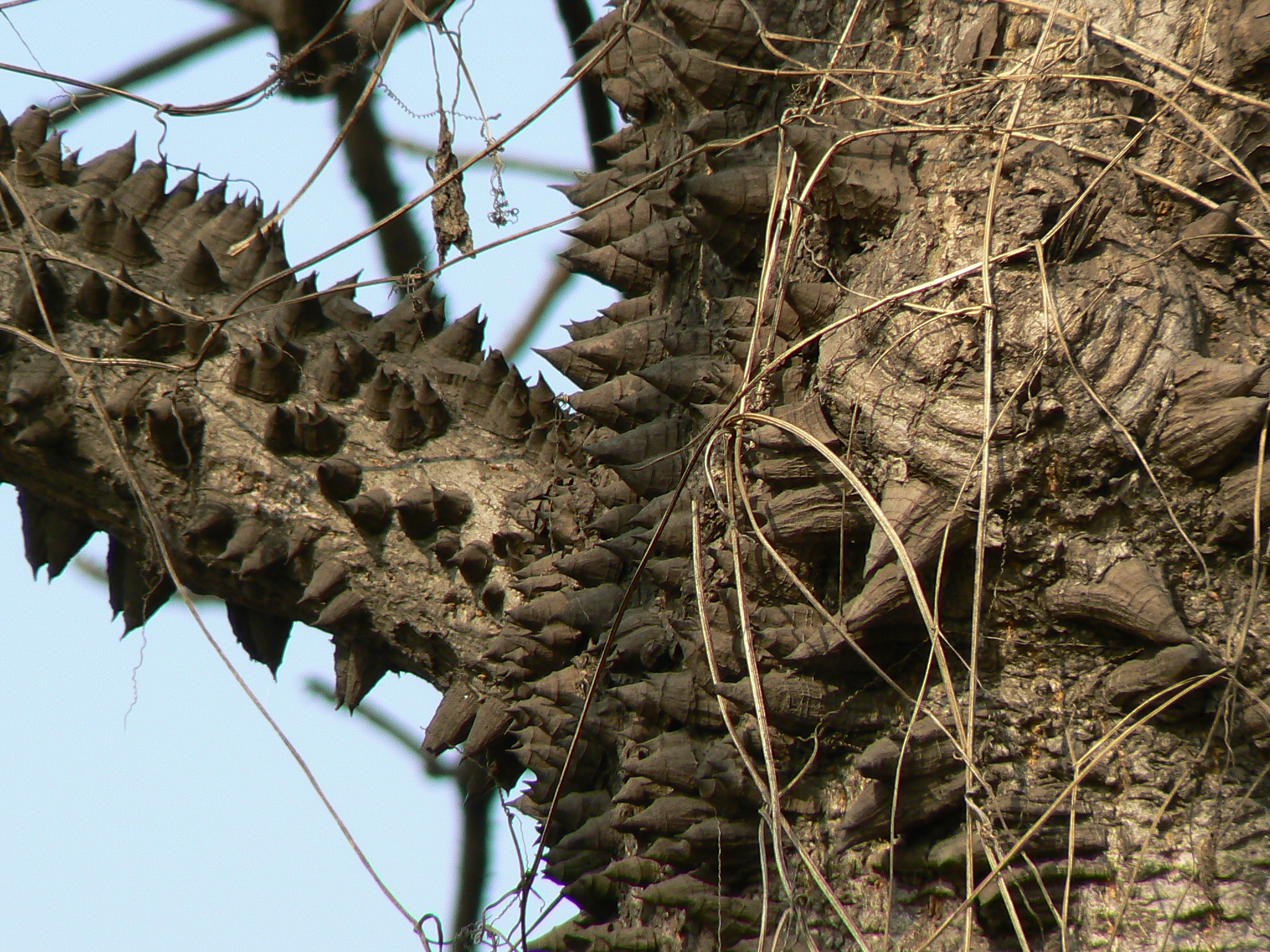
Ostnitý kmen B. ceiba
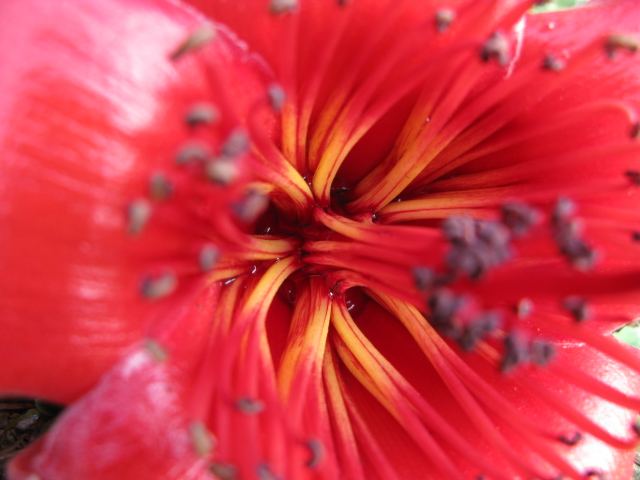
Detail květu B. ceiba

## Rozšíření
Rod bombax zahrnuje v současném pojetí 11 druhů, jejichž původní areál rozšíření je výhradně v tropech Starého světa. V tropické Asii roste celkem 5 druhů, v subsaharské Africe 6 druhů, v severní Austrálii 1 druh. V tropické Asii se bombaxy vyskytují v oblasti od Pákistánu, Indie a jižní Číny přes Indočínu a jihovýchodní Asii po Filipíny. Největší areál, víceméně se překrývající s areálem celého rodu a sahající od Pákistánu až po severní Austrálii, má Bombax ceiba. Skutečná oblast původního výskytu tohoto druhu není vzhledem k jeho dlouhé kulturní historii s jistotou známa. Roste zdomácněle i na jiných kontinentech, zejména v subsaharské Africe a Karibiku. Největší počet druhů bombaxu (všech 5 asijských) roste v Indočíně. V Číně, Indii a jihovýchodní Asii roste po 2, resp. 3 druzích. V tropické Africe roste 6 druhů. Žádný druh nemá původní areál rozšíření současně v Africe i v Asii.
Bombaxy nejčastěji rostou jako složka tropických sezónně suchých a monzunových lesů, řidčeji se vyskytují i v tropickém deštném lese.

## Ekologické interakce
Bombaxy mají velké, vonné květy s hojným nektarem, které se vesměs rozvíjejí v bezlistém stavu. Červené, miskovité květy B. ceiba se otevírají ráno a jsou opylovány ptáky, naproti tomu bělavé květy příbuzného druhu B. valetonii se otevírají na noc a jsou specializované na opylování netopýry. Snadno dostupný nektar v květech B. ceiba vyhledávají také různí nelétající savci, zejména cibetky, veverky, makakové a kuny. Nebylo však prokázáno, že by se významněji podíleli na opylování.

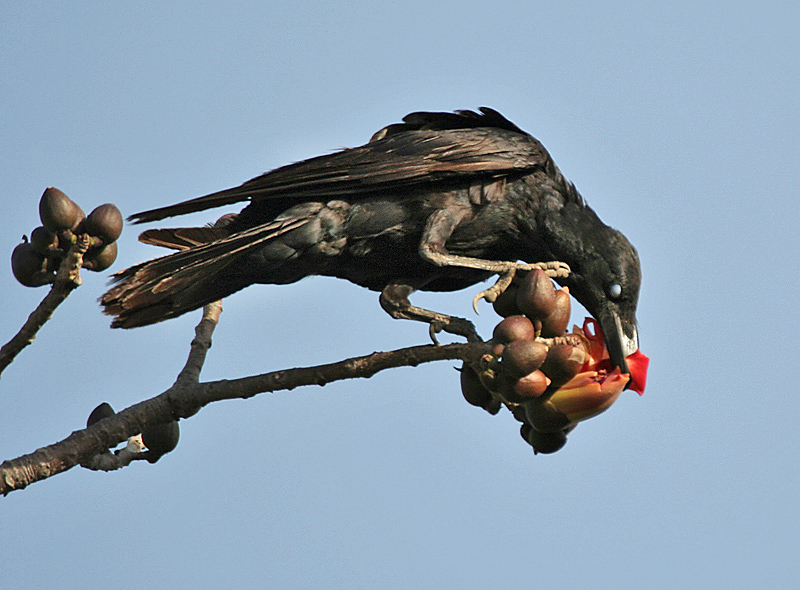
Vrána hrubozobá na květech bombaxu
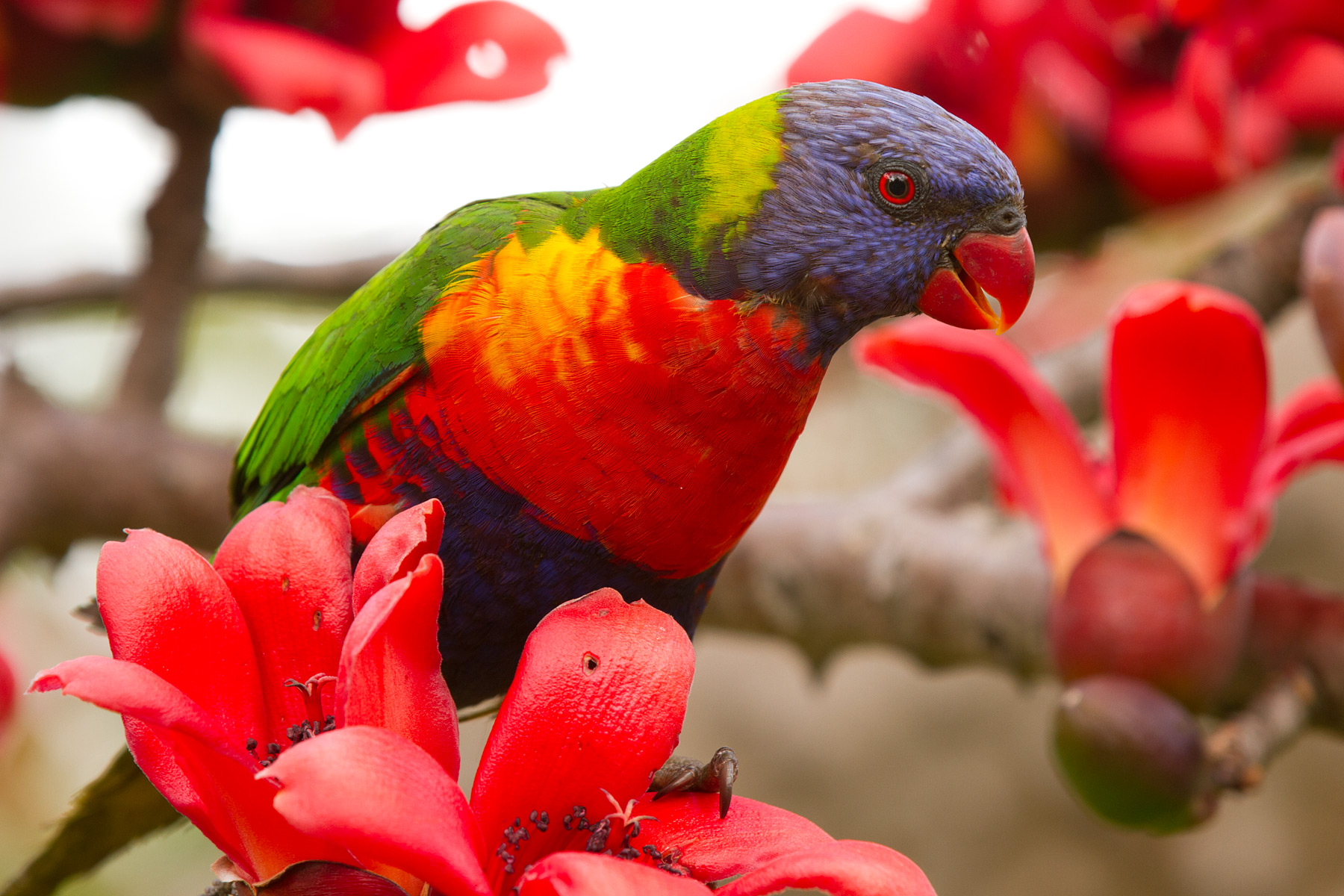
Lori horský na květech bombaxu
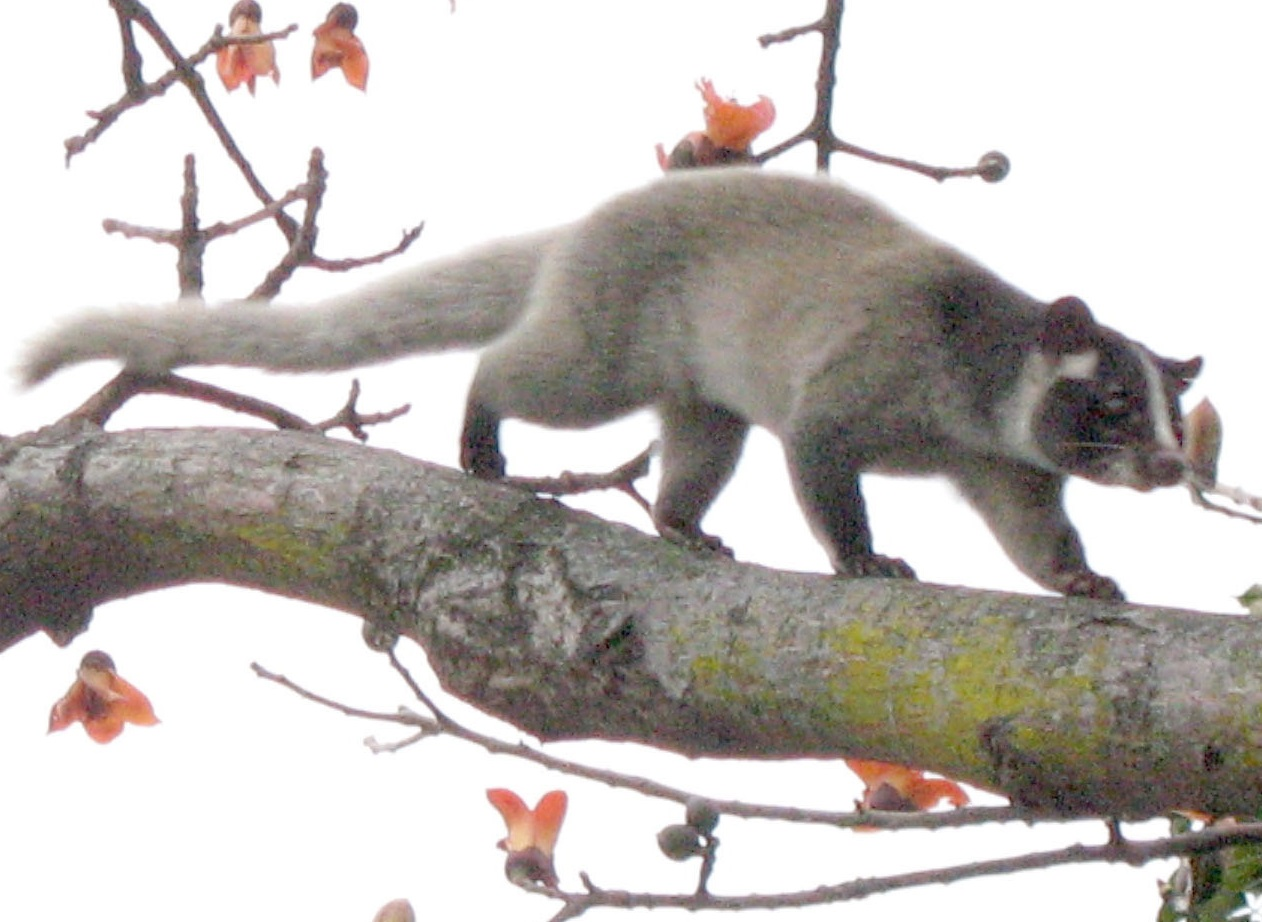
Cibetkovitá šelma oviječ maskovaný na bombaxu

## Taxonomie
Někteří afričtí zástupci byli v minulosti řazeni do samostatného rodu Rhodognaphalon.

## Význam
Vlákna z plodů některých druhů poskytují indický kapok, který má o něco horší kvalitu než kapok z vlnovce. Pěstuje se na plantážích zejména v Indii, Thajsku a Myanmaru. Okvětní lístky se v Asii přidávají do kari a jiných jídel k jejich ochucení.
Dřevo bombaxů je měkké a lehké a velmi snadno opracovatelné. Jádrové dřevo je bledě hnědožluté až světle rezavohnědé. V Malajsii je obchodováno pod názvem kebabu. Používá se zejména na různé obalové materiály, jako podkladový materiál pod dýhy, k výrobě rakví, dřevěné obuvi aj. a někdy i k dekoračním účelům. Snadno podléhá rozkladu. Bombaxy jsou využívány jako živné rostliny martináčů rodu Antheraea (A. proylei, A. mylitta), z jejichž kokonů se získává hedvábí. Z vnitřní kůry Bombax ceiba se získávají lýková vlákna používaná zejména k výrobě provazů.
Bombax ceiba je v tropech pěstován jako okrasná dřevina. Do USA byl introdukován v roce 1912 a je hojně pěstován zejména na Floridě. V Africe je dosti často pěstován druh B. oleagineum, pocházející ze Zambie.
Různé části Bombax ceiba jsou využívány v indické medicíně zejména jako stimulans, adstringens, expectorans aj. Používají se zejména při průjmových onemocněních, kožních neduzích, zánětech některých orgánů a ke snižování horečky.
Pryskyřice je v Indii používána jako afrodiziakum, tonikum, adstringens a při průjmových onemocněních.

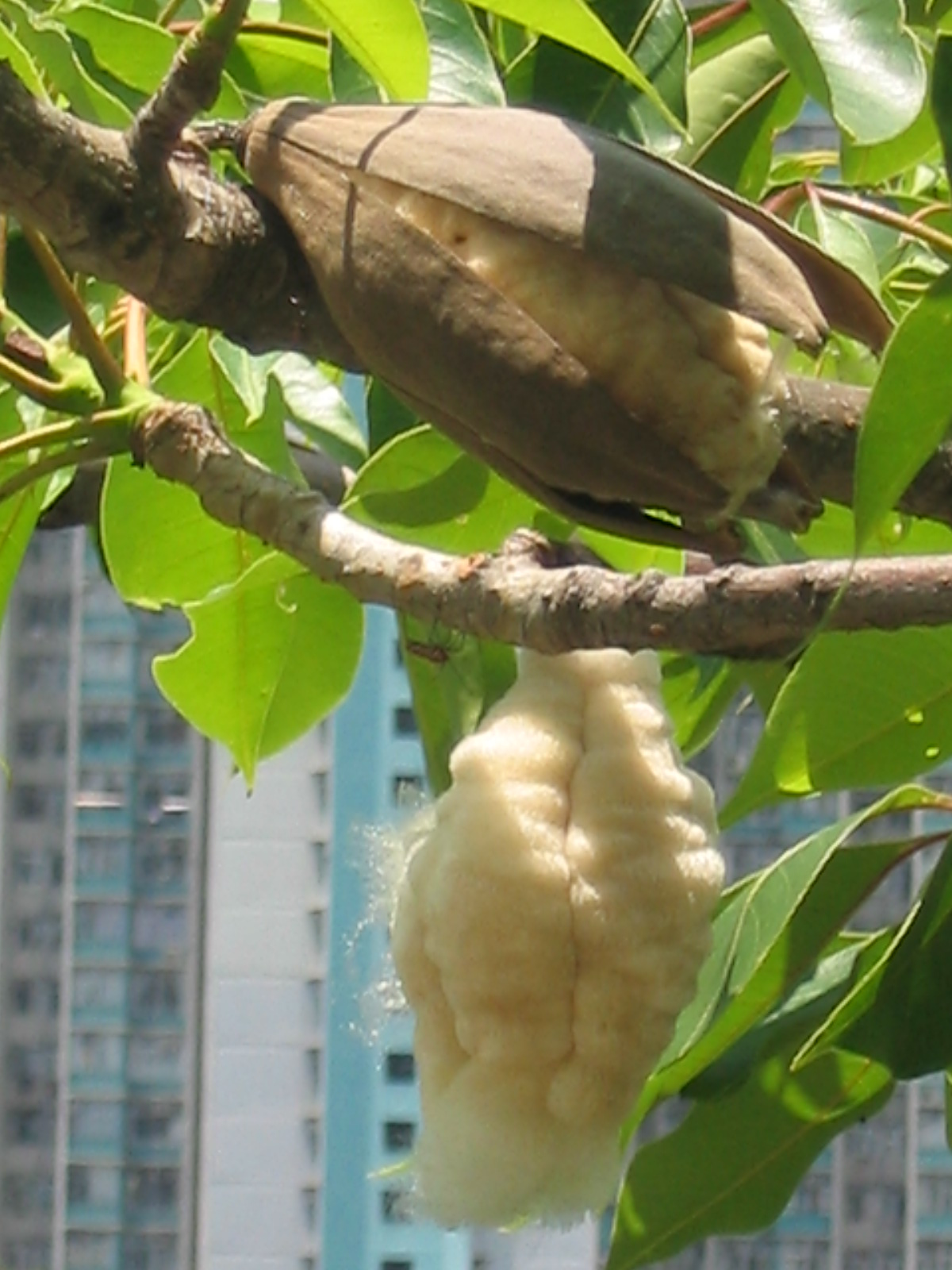
Plody Bombax ceiba, zdroj indického kapoku
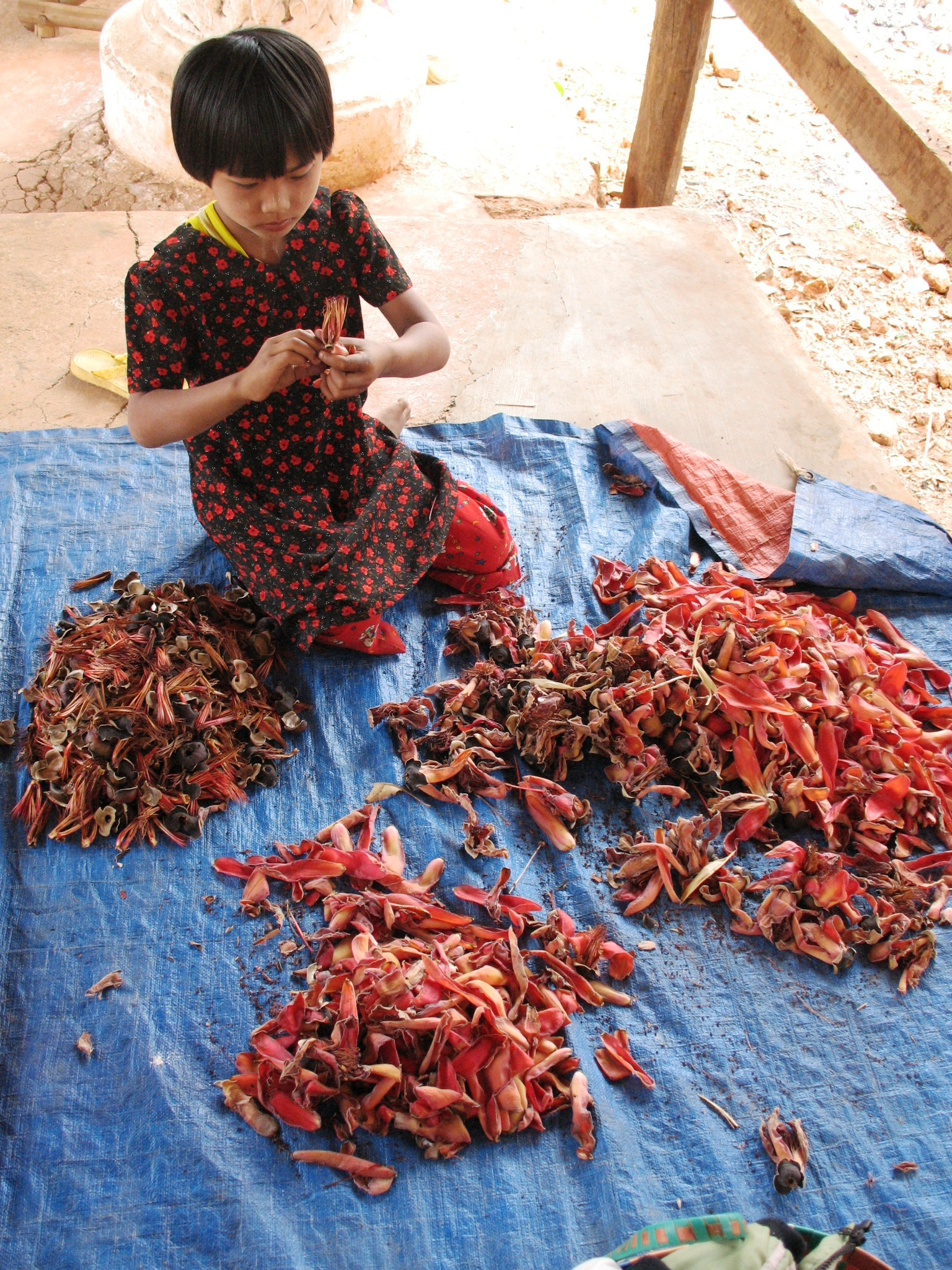
Sklizené květy cejby v Myanmaru
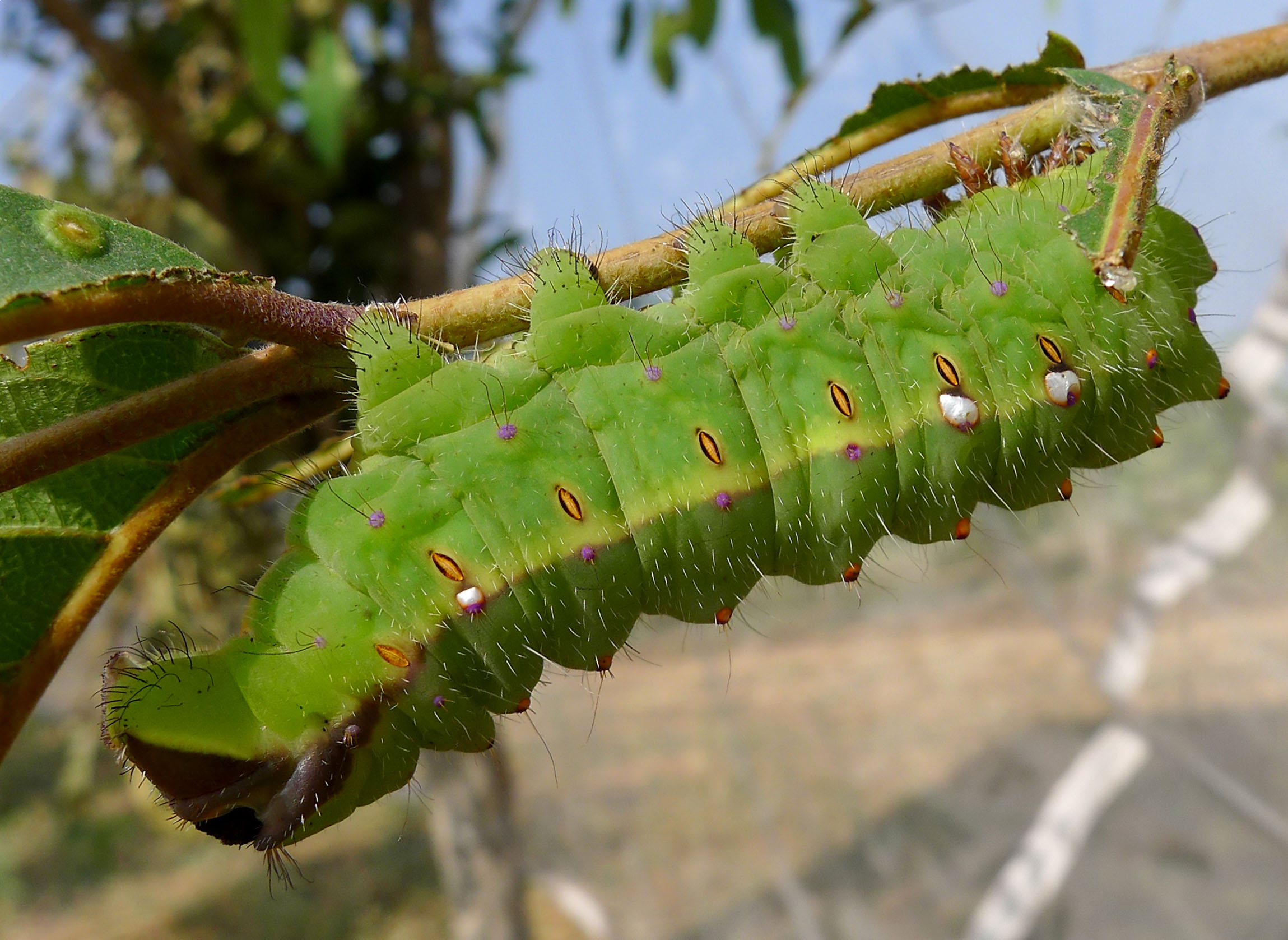
Housenka martináče Antheraea mylitta
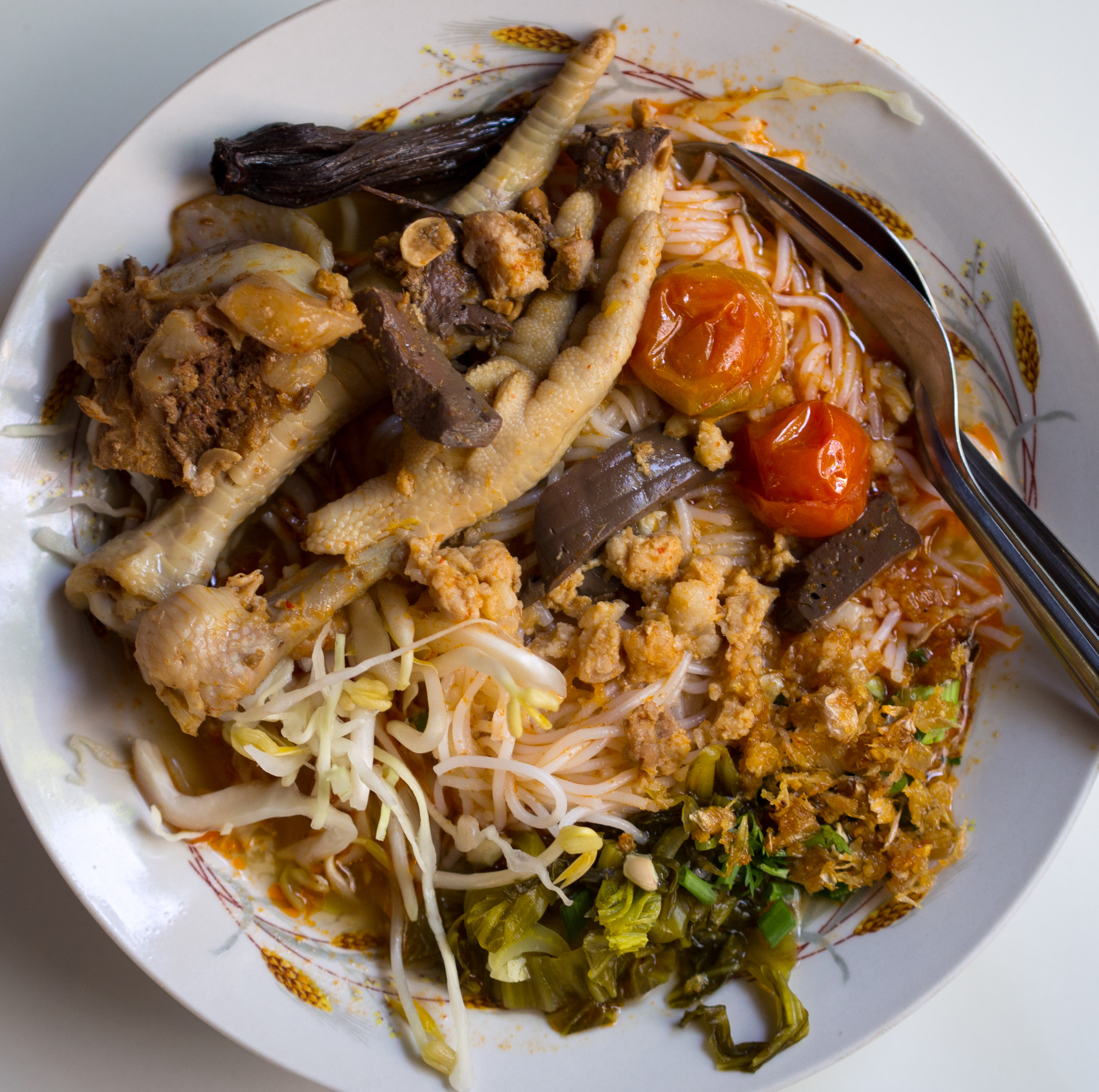
Thajské jídlo se sušenými poupaty Bombax ceiba